# Édit bilingue de Kandahar

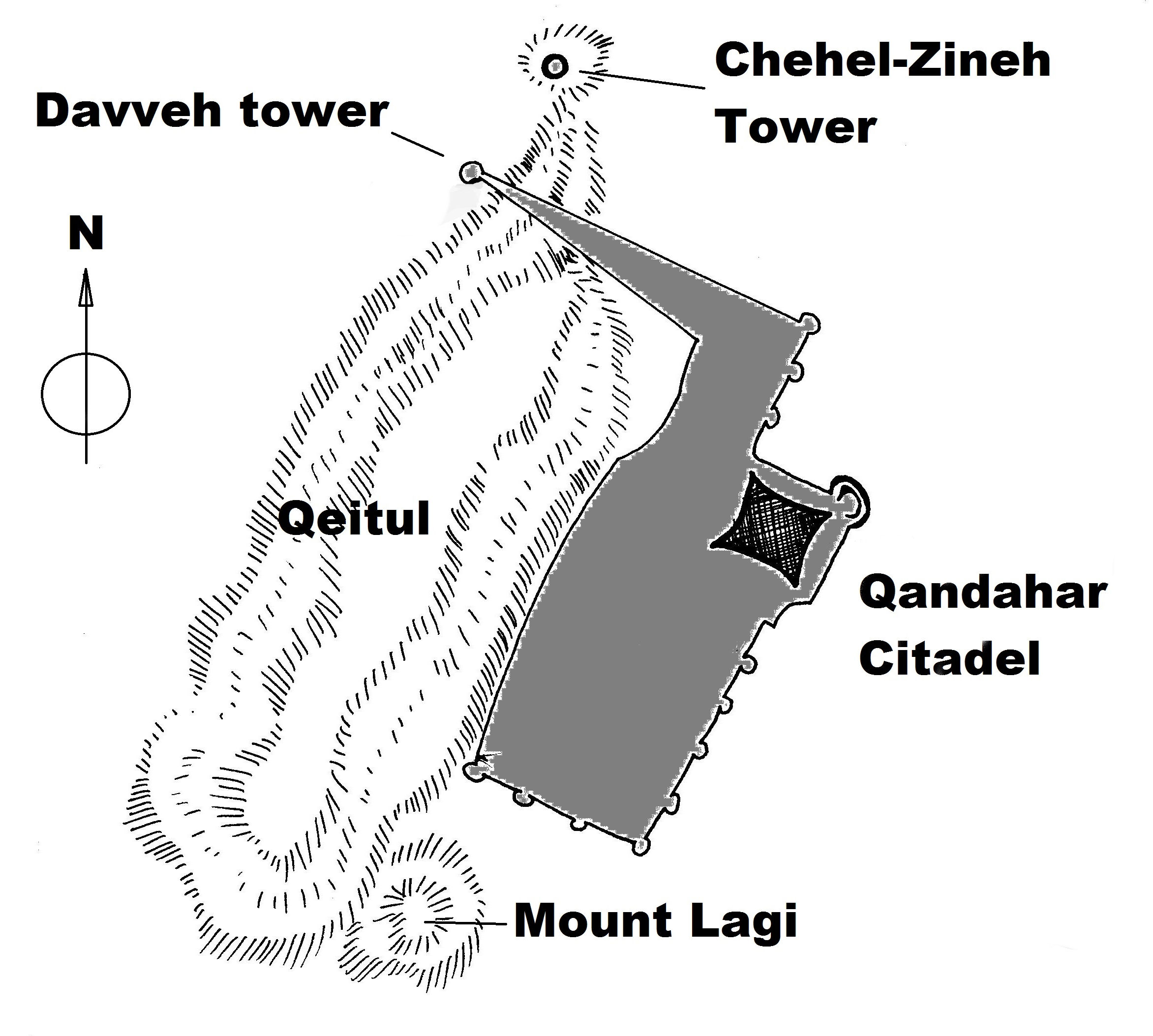
Plan des murailles du Vieux Kandahar avec la citadelle au centre. La "tour naturelle" de Chil Zena (ici "Chehel-Zineh Tower"), où a été gravé l'édit, se trouvait au nord du dispositif, surplombant la route commerciale menant de à Herat (l'ancienne Alexandrie d'Arie fondée par Alexandre le Grand), et vers le Royaume gréco-bactrien.

L'Édit bilingue de Kandahar, appelé aussi Édit de Shar-i-Kuna, est une inscription en Grec et en Araméen rédigée par l'empereur Indien Ashoka aux alentours de 260 av. J-C. Il s'agit de l'un des plus importants Édits d'Ashoka, et apparemment son premier. L'inscription est parfois catégorisée parmi les Édits mineurs sur rocher, précédant les édits majeurs sur rocher et sur colonne. L'inscription a été découverte sur la colline de Chil Zena, à la pointe nord de la bordure rocheuse ouest de Kandahar, Afghanistan, par Daniel Schlumberger en 1958 et publiée la même année par André Dupont-Sommer. Elle était positionnée de façon bien visible, sur l'ancienne grande route commerciale menant de Girishk (en) à Herat (l'ancienne Alexandrie d'Arie fondée par Alexandre le Grand), et vers le Royaume gréco-bactrien.
Cette inscription apporte un éclairage important au sujet de l'intensité des relations entre l'Empire Maurya et le monde hellénistique au IIIe siècle av. J.-C., plusieurs décennies après les conquêtes indiennes d'Alexandre le Grand. Il s'agit de l'une des inscriptions bilingues les plus anciennes connues, après l'Obélisque Xanthien (en) (358 av. J-C) et les nombreux édits bilingues voire trilingues de l'Empire achéménide,. Certains auteurs ont proposé de l'appeler "Edit Mineur sur Rocher no 4", bien qu'il soit de nature assez différente des autres Édits mineurs sur rocher, et chronologiquement antérieur à tous les autres édits,.

## L'Édit

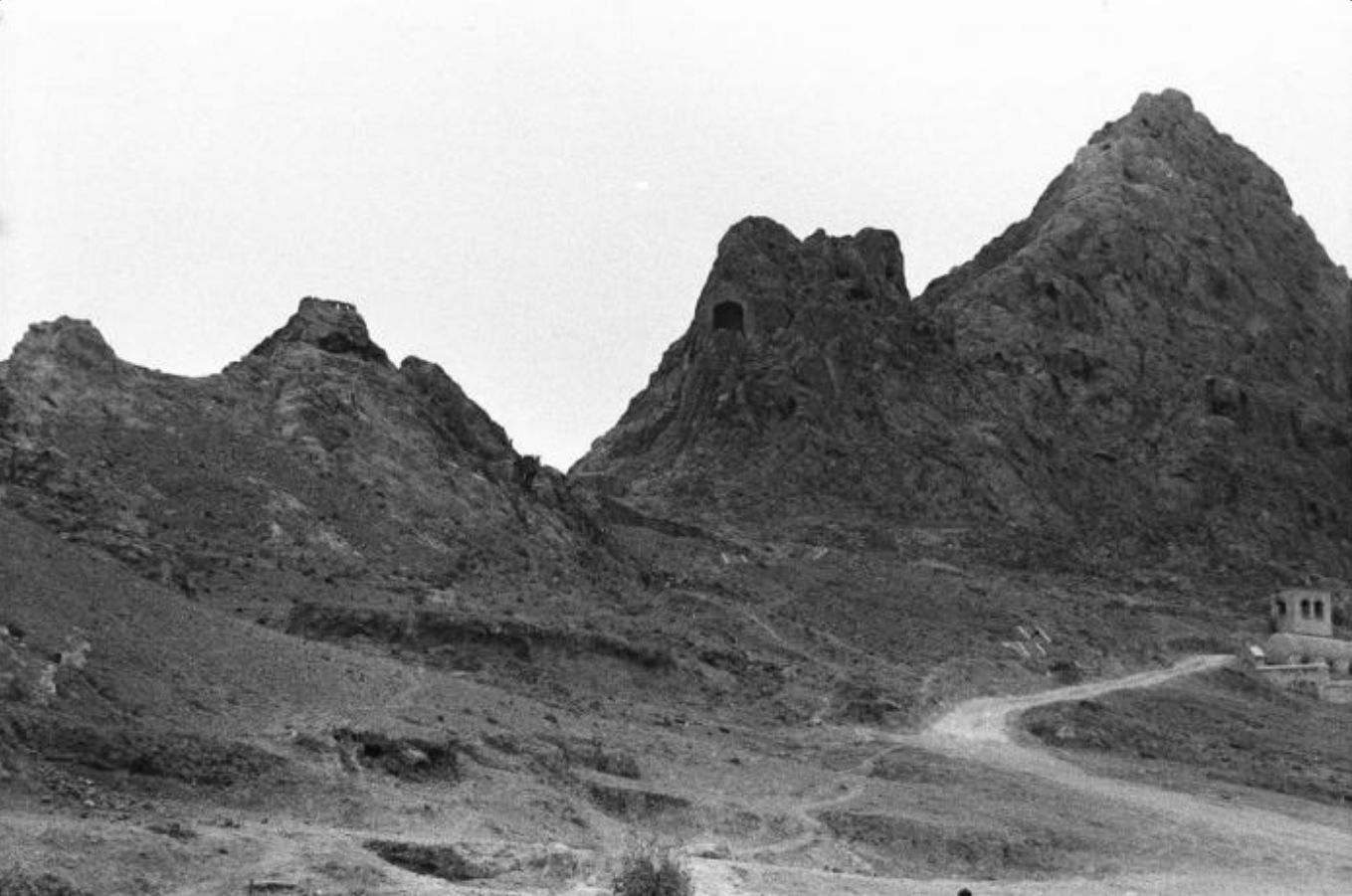
L'édit a été découvert sur la paroi de la colline de, à l'ouest de Kandahar.

L'inscription est le premier édit rédigé par Ashoka, "en l'année 10 de son règne". Elle fut déposée à la frontière avec le monde hellénistique représenté par le Royaume gréco-bactrien et sa capitale Aï Khanoum. Les autres inscriptions d'Ashoka, en langues indiennes sauf les Edits grecs d'Ashoka, ne furent publiés qu'à partir de 3 à 4 ans plus tard, et jusqu'à 27 ans après son couronnement. L'inscription de Kandahar utilise exclusivement le Grec et l'Araméen, pour communiquer son message aux populations Grecques et Perses de la région. Les guerres d'Ashoka au Kalinga prirent fin lors de la 8e année de son règne, et donc l'inscription fut rédigée 2 années après la fin du conflit qui lui révéla le besoin d'un règne éclairé et bienfaisant.
Dans cet édit fondateur, Ashoka proclame :

« Au bout de dix ans, le roi Piyadasi fit instruire les gens dans la piété, et après il les rendit plus pieux, et tout prospère dans chaque pays. Le roi s'abstient de faire mourir les animaux, et d'autres gens, fussent des chasseurs ou des pêcheurs du roi, cessèrent leur chasse et leur pêche. Et si certains intempérants commençaient, dans la mesure du possible, à s'abstenir de l'intempérance et à obéir à leurs père et mère et aux aînés, en dépit du passé, pour l'avenir, en agissant conformément à tout cela, leur vie deviendrait meilleure et plus belle. »

— Inscription bilingue de Kandahar
Les édits d'Ashoka sont surtout de nature morale, plus que religieuse. Dans son Edit de Kandahar il utilise le mot grec pour "Pieté" (εὐσέβεια, Eusebeia), et le mot araméen de Qšhiț ("Vérité"), pour traduire le mot de Dharma utilisé dans ses inscriptions de langue indienne. C'est une découverte qui a permis de minimiser la portée religieuse des Édits d'Ashoka, en faveur d'une vision plus morale. Cette inscription, malgré son intérêt, est beaucoup plus courte que les Edits grecs d'Ashoka, découvert dans la vieille ville même de Kandahar mais postérieurs de quelques années, qui à l'origine développaient probablement en Grec l'ensemble des edits majeurs de 1 à 14.

## Texte original
Le texte grec est écrit en un grec philosophique tout à fait pur, d'un niveau équivalent aux inscriptions grecques du bassin méditerranéen. Selon Schlumberger, « ces lambeaux de traduction grecque sont exempts de tout provincialisme », il s'agit d'« excellents morceaux de littérature grecque, qui font usage du langage technique des philosophes et des orateurs grecs, du langage de Platon, d’Aristote, d’Isocrate ».
La langue araméenne quant à elle était la langue impériale utilisée par l'Empire achéménide avant sa destruction par Alexandre le Grand. Elle semble avoir été destinée aux populations de culture perse encore présentes aux confins occidentaux de l'Inde.
| Traduction en Français du texte grec | Grec (texte original) | Araméen (texte original) (en alphabet hébreu, forme stylisée de l'alphabet araméen) |
| --- | --- | --- |
| Au bout de dix ans (de règne), le roi Piyadasi fit instruire les gens dans la piété (εὐσέβεια, Eusebeia), et après il les rendit plus pieux, et tout prospère dans chaque pays. Le roi s'abstient de faire mourir les animaux, et d'autres gens, fussent des chasseurs ou des pêcheurs du roi, cessèrent leur chasse et leur pêche. Et si certains intempérants commençaient, dans la mesure du possible, à s'abstenir de l'intempérance et à obéir à leurs père et mère et aux aînés, en dépit du passé, pour l'avenir, en agissant conformément à tout cela, leur vie deviendrait meilleure et plus belle. | δέκα ἐτῶν πληρη[....]ων βασι[λ]εὺς Πιοδασσης εὐσέβεια[ν ἔδ]ε[ι]ξεν τοῖς ἀν- θρώποις, καὶ ἀπὸ τούτου εὐσεβεστέρους τοὺς ἀνθρώπους ἐποίησεν καὶ πάντα εὐθηνεῖ κατὰ πᾶσαν γῆν• καὶ ἀπέχεται βασιλεὺς τῶν ἐμψύχων καὶ οἱ λοιποὶ δὲ ἀνθρωποι καὶ ὅσοι θηρευταὶ ἤ αλιείς βασιλέως πέπαυνται θηρεύοντες καὶ εἲ τινες ἀκρατεῖς πέπαυνται τῆς ἀκρα- σίας κατὰ δύναμιν, καὶ ἐνήκοοι πατρὶ καὶ μητρὶ καὶ τῶν πρεσβυτέρων παρὰ τὰ πρότερον καὶ τοῦ λοιποῦ λῶιον καὶ ἄμεινον κατὰ πάντα ταῦτα ποιοῦντες διάξουσιν. | שנן 10 פתיתו עביד זי מראן פרידארש מלכא קשיטא מהקשט מן אדין זעיר מרעא לכלהם אנשן וכלהם אדושיא הובד ובכל ארקא ראם שתי ואף זי זנה כמאכלא למראן מלכא זעיר קטלן זנה למחזה כלהם אנשן אתהחסינן אזי נוניא אחדן אלך אנשן פתיזבת כנם זי פרבסת הוין אלך אתהחסינן מן פרבסתי והופתיסתי לאמוהי ולאבוהי ולמזישתיא אנסן איך אסרהי חלקותא ולא איתי דינא לכלהם אנשיא חסין זנה הותיר לכלהם אנשן ואוסף יהותר. |

## Relation avec la philosophie grecque

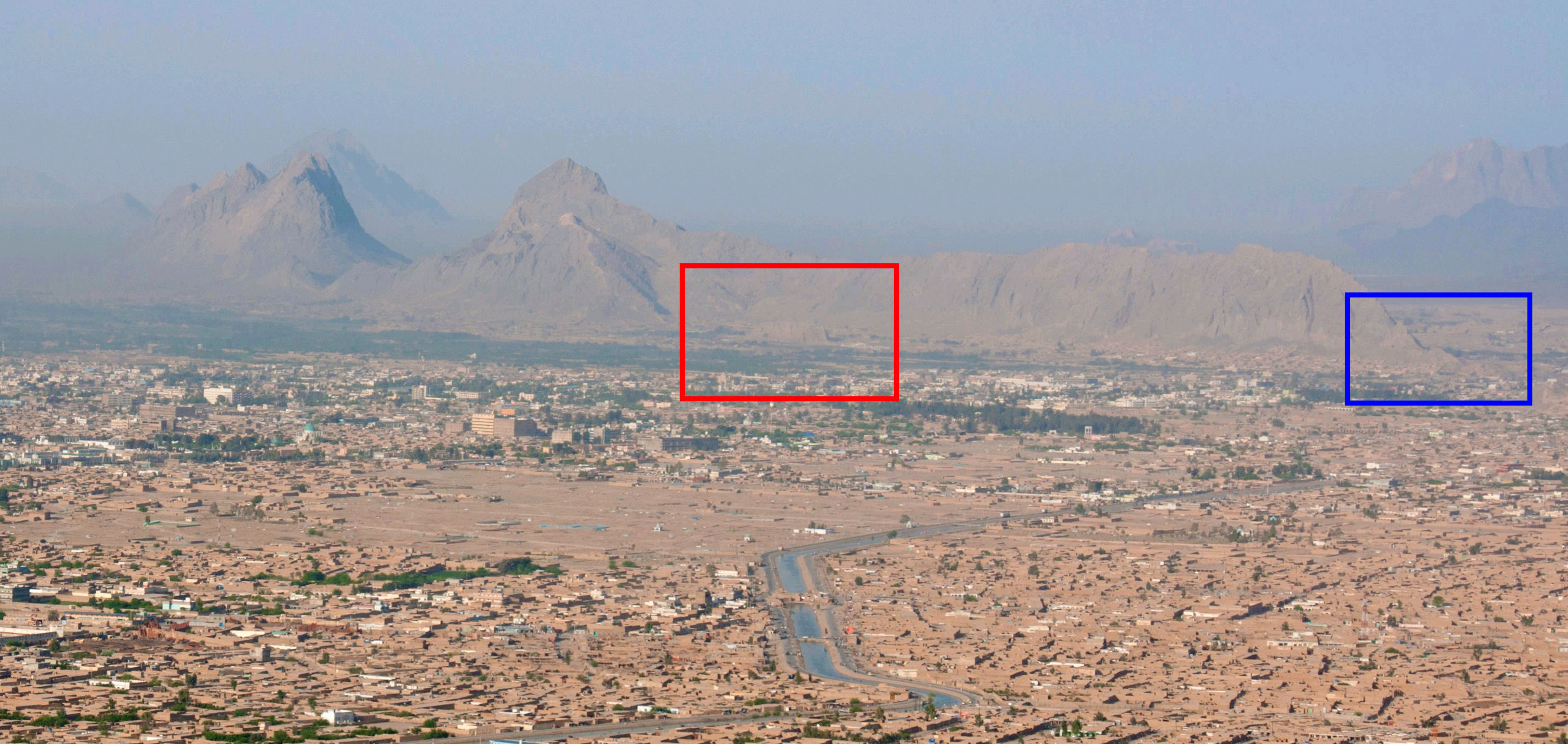
Ancienne citadelle de Kandahar (rouge) et Chil Zena, affleurement montagneux (bleu) sur le côté ouest de Kandahar, où fut trouvée l'inscription bilingue d'Ashoka.

Selon Valeri Yailenko, l'inscription de Kinéas d'Aï Khanoum, datée d'environ 300 av.J-C, aurait probablement influencé la rédaction des Édits d'Ashoka quelques décennies plus tard, aux alentours de 260 av.J-C En effet, ces édits mettent en avant des règles morales extrêmement proches de l'inscription de Kinéas d'Aï Khanoum, à la fois en termes de contenu et de formulation..
Les expressions courtes, aphoristiques, les termes abordés, le vocabulaire même, sont autant d'éléments de similitudes avec l'inscription de Kinéas.

## Publications
- Valeri P. Yailenko, « Les maximes delphiques d'Aï Khanoum et la formation de la doctrine du dhamma d'Asoka », Dialogues d'histoire ancienne, vol. 16, no 1,‎ 1990, p. 239-256 (lire en ligne)